# Deroceras agreste
Deroceras agreste (Linnaeus, 1758) è un mollusco gasteropode polmonato terrestre della famiglia Agriolimacidae.

## Descrizione
È riscontrabile in vari colori dal grigio chiaro al giallastro al marrone scuro e fucsia, ma senza macchie di colore. Sono lunghe 3–4 cm circa.